# 日産プリンス群馬販売
日産プリンス群馬販売株式会社（にっさんプリンスぐんまはんばい）は、群馬県前橋市に本社を置く、日産自動車の販売会社である。

## 沿革
- 1956年（昭和31年）4月21日 - 上州プリンス自動車株式会社として設立。
- 1959年（昭和34年）8月15日 - 群馬プリンス自動車株式会社に改称。
- 1966年（昭和41年）9月1日 - 同年8月1日にプリンス自動車工業が日産自動車に合併されたことに伴い、日産プリンス群馬販売株式会社に改称。
- 2021年（令和3年）4月1日 - GNホールディングス（群馬日産自動車）が全株式を取得。経営権が日産ネットワークホールディングスからGNホールディングスに移動する。

## 群馬県内の他日産車販売店
- 群馬日産自動車
- 日産サティオ群馬

## 事業所
- 本社 - 前橋市亀里町362-6
- 前橋店 - 前橋市亀里町362-6
- カーステージ前橋 - 前橋市亀里町362-6
- 東前橋店 - 前橋市天川大島町2丁目1-40
- 高崎店 - 高崎市問屋町西1丁目11-5
- カーステージ高崎 - 高崎市問屋町西1丁目11-5
- 南高崎店 - 高崎市上佐野町706-1
- 桐生店 - 桐生市広沢町1丁目2788-1
- 伊勢崎店 - 伊勢崎市連取本町9-3
- 太田店 - 太田市内ヶ島町208-6
- カーステージ太田 - 太田市内ヶ島町208-6
- 沼田店 - 沼田市上原町1801-47
- 館林店 - 館林市美園町4-5
- 渋川吉岡店 - 北群馬郡吉岡町大字大久保313-1